# Woodsia meyerwaardeni
Woodsia meyerwaardeni är en fiskart som beskrevs av Krefft, 1973. Woodsia meyerwaardeni ingår i släktet Woodsia och familjen Phosichthyidae. Inga underarter finns listade i Catalogue of Life.